# Chorizagrotis polygonides
Chorizagrotis polygonides är en fjärilsart som beskrevs av Otto Staudinger 1874. Chorizagrotis polygonides ingår i släktet Chorizagrotis och familjen nattflyn. Inga underarter finns listade i Catalogue of Life.